# Christian Amling
Christian Amling (* 23. Mai 1953 in Frankfurt am Main; † 17. Februar 2019 in Quedlinburg) war ein deutscher Physiker, Autor sowie Stadtrat und Galerist in Quedlinburg.

## Leben
Der 1953 in Frankfurt am Main geborene Amling kam bereits 1955 nach Quedlinburg. Zwischen 1974 und 1979 studierte er Physik an der Technischen Universität Dresden mit der Spezialisierung auf Theoretische Physik. Im Anschluss an das Studium arbeitete er bis 1983 als Physiker in einem pharmazeutischen Betrieb. Die Jahre danach waren durch den Aufbau einer Keramikwerkstatt gemeinsam mit der Keramikerin Dagmar B. Leinhos in einem einsamen Waldhaus bei Quedlinburg geprägt. Nach der Wiedervereinigung im Jahr 1990 veranstaltete er verschiedene Ausstellungen in Galerien, arbeitete in der Lokalpolitik als Stadtrat sowie als Aufsichtsratsmitglied bei den Quedlinburger Stadtwerken. Im Jahr 2005 legte er den ersten Roman vor, der den ersten Band einer regionalen Reihe von zwölf Kriminalromanen um den fiktiven Privatdetektiv Irenäus Moll bildete. Daneben entstanden weitere Publikationen, wie der 2012 bei Hoffmann und Campe erschienene Band über den Harz. Er starb nach kurzer Krankheit am 17. Februar 2019 (Alter: 65 Jahre und 308 Tage).

## Gesamtwerk
Die Bände wurden fast alle von Jochen Müller mit Zeichnungen versehen.
- 2005: Quitilinga History Land, Letterado Verlag Quedlinburg, ISBN 978-3-86289-140-5
- 2006: Odins Fluch: ein neuer Fall für Irenäus Moll, Oschersleben: Dr. Ziethen Verlag, ISBN 978-3-938380-46-8
- 2007: Die Superfrucht, Oschersleben: Dr. Ziethen Verlag, ISBN 978-3-938380-62-8
- 2008: Der Koffer der Pandora, Oschersleben: Dr. Ziethen Verlag, ISBN 978-3-938380-81-9
- 2009: Das Geheimnis der minoischen Dame, Oschersleben: Dr. Ziethen Verlag, ISBN 978-3-938380-96-3
- 2010: BergERZ: die Rache der Ariadne, Oschersleben: Dr. Ziethen Verlag, ISBN 978-3-86289-005-7
- 2011: Der hunnische Tyrann, Oschersleben: Dr. Ziethen Verlag, ISBN 978-3-86289-031-6
- 2011: Wie kamen das Licht und die Kraft nach Quedlinburg, Quedlinburg: Stadtwerke, ISBN 978-3000349058
- 2012: Der Harz, Deutsche Landschaften und Großstädte, Hoffmann und Campe Hamburg, ISBN 978-3-455-50235-0
- 2012: Der Hexentrunk, Oschersleben: Dr. Ziethen Verlag, ISBN 978-3-86289-047-7
- 2013: Die Höhlenfrau, Oschersleben: Dr. Ziethen Verlag, ISBN 978-3-86289-069-9
- 2014: Das Steinkistengrab. Der zehnte Fall des Irenäus Moll, Oschersleben: Dr. Ziethen Verlag, ISBN 978-3-86289-073-6
- 2015: Das Schwarze Pferd, Oschersleben: Dr. Ziethen Verlag, ISBN 978-3-86289-108-5 (Besprechung der Buchvorstellung[3])
- 2016: Der Schwarze Prinz: phantastischer Kriminalroman, Oschersleben: Dr. Ziethen Verlag, ISBN 978-3-86289-126-9
- 2016: Wahrhaft keine Engel, in: Roland Lange (Hg.): Glühwein, Schnee und Harzer Knüppel: kriminelle Weihnachtsgeschichten aus dem Harz, Kassel: Prolibris Verlag, S. 203–221. ISBN 978-3-95475-131-0
- 2017: Bonny und Claus, Oschersleben: Dr. Ziethen Verlag, ISBN 978-3-86289-149-8
- 2018: Leon und Ma-at: Der Kontakt, Norderstedt: Books on Demand, ISBN 978-3-7481-0880-1 (Besprechung der Buchvorstellung[4])